# Раньери, Антонио
Антонио Раньери (итал. Antonio Ranieri; 8 сентября 1806, Неаполь, Королевство Обеих Сицилий — 4 января 1888, Портичи, Королевство Италия) — итальянский писатель
, патриот, сенатор Королевства Италия, политик.

## Биография
Сын государственного чиновника. Либерал с юного возраста и подозреваемый в принадлежности к карбонариям, был вынужден покинуть Неаполь в 1827 году и в следующем году поселиться во Флоренции (Великое герцогство Тоскана), городе, открытом для политических беженцев, где впервые встретил Джакомо Леопарди.
Друг Леопарди, он впервые собрал его произведения, предпослав изданию заметку о жизни и деятельности поэта. За книгу о неаполитанских приютах «Ginevra», или «Ofranella dell’Annunziata» (1839), был привлечен к суду, но оправдан и добился реформы.
В 1841 году в Брюсселе вышла его полемическая книга «Storia d’Italia del quinto al nono secolo», в предисловии к которой автор настаивает на существовании закономерности в исторической жизни.
Написал также «Storia di Napoli» (1842) и «Frate Rocco» (1844), но эти труды были запрещены или извращены католической цензурой. В 1861 г. был избран депутатом от Неаполя в итальянский парламент. В 1880 г. вышла его книга «Sette anni di sodalizio con Giacomo Leopardi» (Неаполь).